# VIII Corps (USA)
VIII Corps var en armékår ur Förenta staternas armé som tjänstgjorde under både första och andra världskriget. VIII Corps sattes upp den första gången 26–29 november 1918 i den amerikanska expeditionsstyrka i Frankrike och demobiliserades den 20 april 1919. VIII Corps återaktiverades inom arméns reserv 1921. Det överfördes till den vanliga armén 1933 och aktiverades den 14 oktober 1940 i Fort Sam Houston, Texas. VIII Corps kämpade över hela Europa från Normandie till Tjeckoslovakien under andra världskriget. Efter andra världskriget inaktiverades kåren och återaktiverades flera gånger, med den slutliga inaktiveringen 1968.

## Normandie

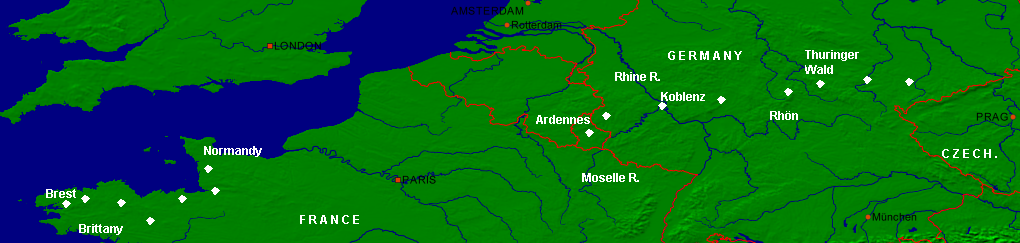
Marschväg för US VIII Corps.

Under befäl av generalmajor Troy H. Middleton, blev VIII Corps operativt i Normandie den 15 juni 1944 och intog försvarspositioner väster om Carentan på Cotentinhalvön som en del av USA:s första armé. I början av juli började kåren att attackera genom bocageterrängen och erövrade La Haye-du-Puits och Mont Castre-skogen. Efter att ha nått fram till floderna Ay och Sèves deltog VIII Corps i den allierade utbrytningen från Normandie (Operation Cobra) från den 26 juli 1944. Den 28 juli erövrade kåren knutpunkten Coutances och befriade Avranches två dagar senare. 

## Bretagne
I enlighet med den ursprungliga allierade planen för invasionen av Normandie, skickade amerikanska 12:e armégruppens befälhavare, generallöjtnant Omar N. Bradley, VIII Corps västerut in i Bretagne den 1 augusti 1944 med syftet att befria de bretonska hamnarna för att underlätta den problematiska underhållssituationen för de allierade trupperna. Detta beslut ansågs senare vara en dålig användning av de två pansardivisionerna i kåren, som kunde ha använts i den snabba allierade framryckningen österut över Frankrike. Den 7 augusti 1944 erövrade kåren hamnen i Saint-Malo. Efter nästan sex veckors strid i stadsterräng och mot befästningar befriade VIII Corps Brest den 19 september 1944. Ironiskt nog, efter så mycket ansträngningar visade sig den tyska demoleringen vara så effektiv att de befriade bretonska hamnarna var oanvändbara under resten av kriget. 

## Ardennerna
Kåren omorganiserades efter striderna i Bretagne och flyttades österut för att  ingå i den allierade front som avancerade mot den tyska gränsen. Fortfarande som den del av den nionde armén tog kåren över fronten i Ardennerna längs floden Our och Schnee Eifel den 4 oktober 1944. Eftersom detta område på fronten var så stillsamt, användes kåren som en orienterings- och viloplats för nya amerikanska divisioner och divisioner som hade tagit stora förluster under strid i Hürtgenskogen. Denna lugna tillvaro upphörde hastigt den 16 december 1944, då tyskarna inledde Ardenneroffensiven.
Kårens norra delar 14th Cavalry Group och 106th Infantry Division pressades snabbt tillbaka eller inringades av anfallen från 3. Fallschirmjäger-Division och 18. Volks-Grenadier-Division. Den 19 december stod det klart att det var omöjligt för de två inringade regementena från 106th Infantry Division att slå sig tillbaka till amerikanska linjer och på kvällen kapitulerade båda regementena, cirka 8000 man gick i fångenskap. Detta var den största amerikanska kapitulationen i Europa. Längre söderut genomförde emellertid andra enheter i kåren ett stridande tillbakadragande som framgångsrikt försenade tyskarna tillräckligt länge för att de allierade skulle hinna föra in förstärkningar till Ardennerna. Enheter i kåren, i synnerhet  101st Airborne Division, höll berömt den viktigaste vägkorsningen i Bastogne mot en fem-dagars tysk belägring som bröts den 26 december 1944 av pansrade enheter från Third United States Army som avancerade från söder. Fyra dagar senare gick VIII Corps till motanfall mot staden Houffalize. Den 16 januari 1945 nåde kåren kontakt med First United States Army nära Houffalize och skar effektivt av den västra änden av "utbuktningen" som gjorts i allierade linjer av de tyska attackerna. Kåren återkom till Luxemburg den 22 januari 1945 och nådde sex dagar senare floden Our igen.

## Till Rhen
Under den första veckan i februari 1945 ockuperade kåren Schnee Eifel igen och pressade sig igenom Siegfriedlinjen. Kåren erövrade Pruem den 12 februari 1945 och rensade sedan delar av Siegfriedlinjens befästningar i området under resten av månaden. Den 6 mars 1945 korsade kåren floden Kyll och nådde Rhenfloden vid Andernach den 9 mars 1945. Den 16 mars 1945 attackerade kåren över Moselfloden nära Dieblich och erövrade Koblenz i en tre dagars strid som slutade den 19 mars 1945. Mot hårt tysk motstånd attackerade VIII Corps över Rhenfloden vid Boppard och avancerade österut in i centrala Tyskland.

## Slutliga operationer
I slutet av mars 1945 avancerade kåren norr om Frankfurt am Main  och in i Rhönbergen i början av april. Under de första två veckorna i april 1945 rensade kåren Thuringer Wald och korsade floderna Gera, Saale, White Elster och Mulde i snabb följd. På order av den första armén drog sig kåren tillbaka till västsidan av floden Mulde nära gränsen till Tjeckoslovakien den 24 april 1945, där kåren var belägen när Tyskland kapitulerade sig den 8 maj 1945.

## Inaktivering
Högkvarteret, VIII Corps, inaktiverades den 15 december 1945 i Camp Gruber i Oklahoma. Kåren aktiverades och inaktiverades därefter flera gånger, med den sista inaktiveringen inträffade den 1 april 1968 i Austin, Texas.

## Befälhavare
- MG Edward Mann Lewis (december 1922–januari 1924)
- LTG Herbert J. Brees (1 oktober 1936–30 september 1940)
- LTG Walter Krueger (1 oktober 1940–maj 1941)
- MG George Veazey Strong (maj 1941–1942)
- LTG Daniel Isom Sultan (1942–december 1943)
- MG Emil F. Reinhardt (december 1943–14 mars 1944)
- LTG Troy H. Middleton (15 mars 1944–10 augusti 1945)
- MG Ira T. Wyche (10 augusti 1945–15 december 1945)